# Terschellingia monohystera
Terschellingia monohystera är en rundmaskart som beskrevs av Christian Wieser och Stephen Donald Hopper 1967. Terschellingia monohystera ingår i släktet Terschellingia och familjen Linhomoeidae. Inga underarter finns listade i Catalogue of Life.